# (19488) Abramcoley
(19488) Abramcoley (1998 HW125) – planetoida z pasa głównego asteroid okrążająca Słońce w ciągu 3,57 lat w średniej odległości 2,34 j.a. Odkryta 23 kwietnia 1998 roku.